# 私立浙江法政專門學校
私立浙江法政專門學校，又称浙江私立法政专门学校、浙江法政专门学校，1910年由陈叔通等人创立于浙江杭州。1909年，阮性存与陈敬第、沈钧儒等人发联名信，请求浙江巡抚增韫奏请废除癸卯学制中私立学校不得学习政治法律的规定，并准备在浙江省设立私立法政学堂，获准。1910年，学校获得立案，并于当年开学，由阮性存担任校长。1918年停办。